# Jörg De Bernardi
Jörg De Bernardi, né le 13 septembre 1973 à Pfäffikon, est une personnalité politique suisse, diplomate et vice-chancelier de la Confédération par intérim depuis le 1er janvier 2024
Il a aussi été le vice-chancelier de la Confédération du 1er août 2016 au 30 avril 2019

## Biographie
Après avoir passé son enfance dans le canton du Tessin, Jörg de Bernardi obtient, en 1998, son diplôme à la faculté de théologie de l'Université de Neuchâtel, puis en 2002 un titulaire d'une maîtrise en éthique appliquée à l'Université de Zurich. Par la suite, il a rejoint les services du Département fédéral des affaires étrangères de la Suisse en 2003 et était basé à Berne et à Addis-Abeba. Puis il a travaillé au sein de la section de l'OMC du Département fédéral de l'économie, de la formation et de la recherche entre 2008 et 2011,.
En mars 2011, il est nommé délégué aux relations avec le gouvernement fédéral par le canton du Tessin. Le 5 juin 2018, le conseil fédéral le nomme vice-chancelier de la Confédération, en remplacement de Thomas Helbling. Il entre officiellement en fonction le 1er août 2016. Il est responsable de la gestion des réunions des conseils fédéraux, ainsi que de sept unités organisationnelles au sein de la Chancellerie fédérale.
Le 29 août 2018, il annonce sa démission de son poste de vice-chancelier de la Confédération pour des raisons familiales,. Sa fonction de vice-chancelier s'achève le 30 avril 2019.
Le 22 décembre 2023 à la suite de l'élection de Viktor Rossi au poste de Chancelier de la Confédération, le Conseil fédéral le nomme au poste de Vice-chancelier de la Confédération par intérim jusqu'à ce que ce poste soit repourvu.